# Tamara Tyshkevich
Tamara Andreevna Tyshkevich (Vitebsk, 31 de março de 1931 – São Petersburgo, 27 de dezembro de 1997) foi uma atleta soviética, especialista no arremesso de peso. Estreou em Jogos Olímpicos em Helsinque 1952, ficando em quarto lugar. Conquistou a medalha de ouro nesta modalidade nos Jogos Olímpicos de Melbourne, em 1956, com um arremesso de 16,59 m, um recorde pessoal e olímpico.